# Cirrhilabrus rhomboidalis
Cirrhilabrus rhomboidalis Randall, 1988 è un pesce d'acqua salata appartenente alla famiglia Labridae.

## Distribuzione e habitat
Proviene dalle barriere coralline dell'oceano Pacifico, proviene infatti dalle Isole Marshall e dall'atollo Kwajalein. Vive tra i 35 e i 50 m di profondità, solitamente in zone con fondo sabbioso.

## Descrizione
La lunghezza massima registrata per questa specie è di 8,5 cm, ma mediamente i pesci hanno dimensioni intorno ai 6,7. Il corpo è compresso lateralmente, non alto ma piuttosto allungato, mentre la testa ha un profilo leggermente appuntito e gli occhi sono grandi, giallastri od arancioni.
Nonostante durante la vita del pesce la livrea non abbia cambiamenti particolarmente evidenti, gli esemplari giovani si possono distinguere facilmente dai maschi adulti. I primi, infatti, sono prevalentemente giallastri o rosati, e solo sulla testa è presente un'area blu con moltissime piccole macchie gialle irregolari. Nei secondi, questa colorazione è estesa su quasi tutto il corpo, e il blu è più intenso alla base della pinna anale, invece è quasi assente nella parte posteriore del dorso.
Le pinne sono trasparenti nei giovani e degli stessi colori del corpo negli adulti. La pinna caudale di questa specie è a forma di rombo, quindi presenta i raggi centrali più allungati di quelli esterni.

## Biologia

### Comportamento
È una specie dal temperamento molto timido, e non è facile osservarla.

### Alimentazione
La sua dieta è composta prevalentemente da piccoli invertebrati marini (zooplancton).

### Riproduzione
È oviparo e non ci sono cure nei confronti delle uova. La fecondazione è esterna.

## Conservazione
Questa specie viene classificata come "dati insufficienti" (DD) perché la cattura di questa specie per gli acquari, non monitorata, potrebbe essere una minaccia abbastanza seria.